# Мольтман, Юрген
Ю́рген Мо́льтман (нем. Jürgen Moltmann; 8 апреля 1926[…], Гамбург, Веймарская республика — 3 июня 2024[…], Тюбинген, Баден-Вюртемберг) — немецкий  протестантский теолог. Профессор систематического богословия в Тюбингенском университете 1967—1994, представитель «теологии надежды».
Жена Мольтмана, — Элизабет Мольтман-Вендель, является одним из ведущих представителей феминистского богословия.

## Биография

### Юность
Мольтман родился в Гамбурге и его воспитание, по его собственному признанию, было в основе своей секулярным. Дедушка Мольтмана был великим магистром масонской ложи. В возрасте 16 лет Мольтман идеализировал Альберта Эйнштейна и мечтал поступить в университет на физико-математическое отделение.
Тем не менее, ввиду военных действий, Мольтман был призван в армию в семнадцатилетнем возрасте и служил в люфтваффе. В результате бомбардировок силами союзников Гамбург был практически уничтожен. Одна из бомб, взорвавшаяся рядом с юным Юргеном, унесла жизнь его школьного друга. По признанию самого Мольтмана: «В эту ночь я впервые воззвал к Богу: где Ты? Для чего я остался жить, когда другие мертвы?» Получив направление в Рейхсвальд и попав в окружение в 1945 году, Мольтман сдался в плен первому же британскому солдату, которого он встретил.
В течение последующих трёх лет, в качестве военнопленного, Мольтман помещался в различные лагеря военнопленных. Находясь в лагере в Бельгии, Мольтман, как и другие бывшие солдаты нацистской Германии, чувствовали разочарование и безнадёжность. Вывешенные в лагере фотографии Аушвица и Бухенвальда заставляли разочаровываться в немецкой культуре, да и в самой немецкой нации, которую юный Мольтман так высоко ценил. Полный таких чувств, Мольтман встретил в лагере небольшую группу христиан. Американский капеллан лагеря подарил Юргену небольшую книжицу, содержавшую Новый Завет и Псалтирь, читая которую и общаясь с верующими, Мольтман находил, что именно христианская вера и есть то, что может дать надежду. Позже он признался: «Не я нашёл Христа, но Он нашёл меня».
Из Бельгии Мольтман был переведён в лагерь военнопленных в Килмарноке, Шотландия, где он вместе с другими военнопленными трудился на восстановлении объектов, разрушенных во время налётов немецкой авиации. Очень сильное впечатление на Юргена произвела благожелательность местного шотландского населения к пленным. В июле 1946 года Мольтман был перемещён ещё раз в Нортон Кэмп, лагерь военнопленных в селении Кокни, возле Ноттингема. Здесь трудились представители Христианской ассоциации молодых людей (YMCA), поэтому Юрген познакомился здесь с большим количеством студентов богословских факультетов. Здесь он открыл для себя книгу Райнхольда Нибура «Природа и судьба человека» — первую книгу по богословию, которую Мольтман когда-либо читал. По его свидетельству, она произвела на него огромное впечатление. Здесь же, в Нортон Кэмп, Мольтман начал получать базовые богословские знания. После освобождения, в 1947 году, Юрген посетил первый послевоенный съезд Всемирной федерации студентов-христиан (англ. World Student Christian Federation) в Свэнвике, возле Дерби. С этих пор Мольтман избирает путь развития в христианском богословии.

### После войны
Мольтман возвратился в свой родной город Гамбург в 1948 году, в возрасте 22 лет. Страна в это время все ещё находилась в руинах после войны. Мольтман решил изучать богословие, видя его важность для социальной жизни восстанавливающейся из руин страны, и поступил в Гёттингенский университет, где преподавали последователи Карла Барта, а также принадлежащие к Исповеднической церкви профессора. В Гёттингене Мольтман обучался под руководством таких известных представителей современного немецкого богословия, как Ганс-Йоахим Иванд, Эрнст Вольф и Отто Вебер. Под руководством последнего Мольтман защитил свою докторскую диссертацию в 1952 году. Во время учёбы в Юрген познакомился и со своей будущей супругой Элизабет Вендель, которая принадлежала к Исповеднической церкви и уделяла много внимания защите прав женщин.
В 1952—1957 годах Мольтман служил пастором Евангелической (лютеранской) церкви в Бремен-Вассерхорст. В 1958 году он стал преподавателем богословия в семинарии Исповеднической церкви в Вуппертале, а в 1963 году был зачислен в штат богословского факультета Боннского университета. В 1967—1994 годах был профессором систематического богословия в Тюбингенском университете. На протяжении 1963—1983 годов Мольтман был членом Комитета веры и порядка при Всемирном союзе церквей, в 1983—1993 годах был профессором (англ. Distinguished Visiting Professor) систематического богословия в университете Эмори, Атланта. Читал отдельные циклы лекций в различных богословских учебных заведениях Европы, например, Лекции в память Др. Джозефа Норденхога (Международная баптистская богословская семинария, 1980), Лекции Гиффорда (Эдинбургский университет, 1984—1985) и др. В 2000 году Луисвиллским университетом удостоен премии Громайер (англ. Grawemeyer Award) в области религии за книгу «Грядущий Бог: Христианская эсхатология».
Умер 3 июня 2024 года в Тюбингене в возрасте 98 лет.

## Богословие Мольтмана
События жизни юного Юргена, война, плен, знакомство с Элизабет Вендель, наложили глубокий отпечаток на богословие Мольтмана, одной из основных тем которого стали взаимосвязь надежды и страдания и солидарность с угнетёнными. По мнению Мольтмана, христианское богословие призвано указать человечеству выход из той ситуации, в которую оно себя загнало: «Как человек „после Аушвица“ может говорить о Боге, это его проблема, но ещё в большей мере проблемой человека является то, как он после Аушвица может не говорить о Боге. Иначе о ком тогда говорить, если не о Боге?» Не являясь ни в коей мере фундаменталистом, Мольтман основывает своё богословие на библейском базисе. Также определённое влияние оказали еврейские писания.
Хотя в богословии Мольтмана отсутствует строгая методология, что обусловлено его взглядами на эсхатологию, его богословие весьма целостно. Несмотря на то, что Мольтман не упоминает метод корреляции Пауля Тиллиха, однако в его богословии можно проследить определённую взаимосвязь с этим методом. Ещё одной особенностью богословия Мольтмана является полное неприятие естественного богословия. Также Мольтман отрицает понимание откровения как озарения. Откровение в христианском смысле должно пониматься как обещание и, соответственно, проводится различие между религиями озарения и религией обещания. Откровение, трактуемое как обещание, не передаёт нам набор фактов, а пробуждает в нас веру и надежду.

### Богословие надежды
Если средневековое богословие можно охарактеризовать как «богословие любви», а богословие Реформации как «богословие веры», то в современном мире главным должно стать «богословие надежды», помогающее человечеству осознать, на что же оно может надеяться во времена нестабильности. Надежда стала одним из основных мотивов богословия Мольтмана. Особое выражение этот мотив нашёл в книге, которая так и называется — «Богословие надежды» (1964).
К «богословию надежды» Мольтмана подтолкнул его опыт страдания и надежды в военные и послевоенные годы, а к его литературному выражению книга известного неомарксистского философа Франкфуртской школы Эрнста Блоха «Принцип надежды». Социальный утопизм Блоха Мольтман дополнил «воскресением мёртвых и вечной жизнью», обратившись к основополагающим принципам христианской веры. Согласно Мольтману «достижение целостности жизни» возможно только в уничтожении смерти, в вечном присутствии Бога.
Историческое будущее без небес не может быть преддверием надежды и мотивацией для какого-либо исторического движения. «Трансценденция без трансцендентности», как её предлагает Блох, превращает вечность в неопределённую бесконечность, а стремление к завершенности превращает просто в безостановочное движение. Оригинальный текст (англ.)A historical future without heaven cannot be a forecourt of hope and the motivation for any historical movement. A "transcending without transcendence" such as Bloch proposed turns infinity into indefinite endlessness and makes the striving for fulfilment merely an "on and on".
Таким образом, богословие надежды для Мольтмана является богословской методологией, ориентированной на эсхатологию, которая несёт с собой надежду воскресения. Эта надежда основана на вере в воскресение распятого Иисуса Христа, и надежда христианской веры заключается в надежде на всеобщее воскресение верующих во Христа.

### Эсхатология
Основной заботой Мольтмана в богословии оказалось применение эсхатологической, или «мессианской», теологии для преодоления конфликта между имманентностью и трансцендентностью Бога. Он убеждён, что концепция Бога как «силы будущего» может преодолеть конфликт между классическим теизмом и атеизмом, а также между богословской теорией и христианской практикой.
Свою эсхатологическую методологию Мольтман развил в последующих своих книгах «Распятый Христос» (1972) и «Церковь в силе Духа». Согласно ему:
Эсхатология означает не просто спасение души, личное спасение из злого мира, одно лишь утешение обеспокоенной совести, но также и осуществление правомочной надежды последнего времени, гуманизацию человека, социализацию человечества, достижение гармонии всего творения. Творческое следование Христу в любви эсхатологически стало возможным благодаря перспективе христианской надежды на будущее Божьего Царства и человека.
Согласно Мольтману, задачей богословия является не столько трактовка окружающего мира, сколько его преобразование в свете надежды на его окончательное и совершенное преобразование Богом. Для него нет никаких сомнений в том, что будущее — это не просто продолжение прошлого, а всегда нечто новое. Будущее не заложено в настоящем, а скорее основа и первоисточник открывающихся перед реальностью новых возможностей. Таким образом, в богословии Мольтмана, будущее онтологически предшествует настоящему и прошлому, и определяет его. Поэтому невозможно окончательно сформулировать богословские категории и концепции.
Этот мир, в богословии Мольтмана, неисправен. Только в грядущем Царстве Славы Бог явится по-настоящему. И хотя бытие Бога не поддаётся рациональному доказательству, тем, кто знает Бога, доступно Его предчувствие.

### Влияние
Как уже упоминалось, взгляды Мольтмана сформировались под влиянием многих факторов, включая Вторую Мировую войну. Среди людей, оказавших значительное влияние на богословские идеи Мольтмана, следует назвать Отто Вебера, Эрнста Вольфа, Ганса Йоахима Иванда, Карла Барта, Дитриха Бонхёффера, Эрнста Блоха, Франца Розенцвейга. Благодаря симбиозу столь различных персоналий и идей богословие Мольтмана явилось уникальным базисом, повлиявшим на дальнейшее развитие как протестантского, так и католического богословия, и в определённой мере повлияло и на православных богословов современности.
Среди наиболее известных богословов, испытавших богословское влияние взглядов Юргена Мольтмана, следует назвать Иоганна Баптиста Метца и его политическая теология, чёрная теология Джеймса Кона, богословие освобождения Густаво Гутьерреса, движение Миньюнга в Южной Корее.

## Труды

### Издания на английском
- Theology of Hope: On the Ground and the Implications of a Christian Eschatology, SCM Press, London, 1967
- The Gospel of Liberation, Word, Waco, Texas, 1973
- The Crucified God: The Cross of Christ As the Foundation and Criticism of Christian Theology, SCM Press, London, 1973
- Man: Christian Anthropology in the Conflicts of the Present, SPCK, London, 1974
- The Church in the Power of the Spirit: A Contribution to Messianic Ecclesiology, SCM Press, London, 1975
- The Experiment Hope, SCM Press, London, 1975
- The Open Church, SCM Press, London, 1978
- The Future of Creation, SCM Press, London, 1979
- The Trinity and the Kingdom: The Doctrine of God, Harper and Row, New York, 1981
- History and the Triune God: Contributions to Trinitarian Theology
- God in Creation, SCM Press, London, 1985
- The Way of Jesus Christ, SCM Press, London, 1990
- The Spirit of Life: A Universal Affirmation, SCM Press, London, 1992
- The Coming of God: Christian Eschatology, Fortress, Minneapolis, 1996
- The Source of Life, SCM Press, London, 1997
- Experiences in Theology: ways and forms of Christian Theology, SCM Press, London, 2000
- Science and Wisdom, SCM Press, London, 2003
- In the End the Beginning, SCM Press, London, 2004
- Is «Pluralistic Theology» Useful for the Dialogue of World Religions?" in D’Costa, Gavin, Christian Uniqueness Reconsidered (Maryknoll, NY: Orbis Books, 1990)
- Sun of Righteousness, Arise! God’s Future for Humanity and the World, Fortress, Minneapolis, 2010

### Издания на русском
- Человек / Пер. с нем. (Серия «Современное богословие»). – М.: Издательство ББИ, 2013. – xii + 129 с. ISBN 978-5-89647-286-5
- Наука и мудрость. К диалогу естественных наук и богословия. М.: ББИ, 2005, 204 с. ISBN 5-89647-119-X
- Дух жизни. Целостная пневматология / (Серия "Современное богословие"). М.: Издательство ББИ, 2017. - xvi + 389 с. ISBN 978-5-89647-343-5
- Пришествие Бога. Христианская эсхатология  / (Серия "Современное богословие"). М.: Издательство ББИ, 2017. - xviii + 387 с. ISBN 978-5-89647-342-5